# تئودورا دراکو
تئودورا دراکو (انگلیسی: Theodora Drakou؛ زادهٔ ۶ فوریهٔ ۱۹۹۲) ورزشکار ورزش شنا اهل یونان است.
وی در مسابقات کشوری و بین‌المللی در مجموع برندهٔ ۱ مدال طلا، ۴ مدال نقره و ۴ مدال برنز شده‌است.